# Фраскаро (Алесандрија)
Фраскаро (итал. Frascaro) је насеље у Италији у округу Алесандрија, региону Пијемонт.
Према процени из 2011. у насељу је живело 365 становника. Насеље се налази на надморској висини од 125 м.

## Становништво
| 1931. | 1936. | 1951. | 1961. | 1971. | 1981. | 1991. | 2001. | 2011. |
| ----- | ----- | ----- | ----- | ----- | ----- | ----- | ----- | ----- |
| 612   | 588   | 581   | 667   | 503   | 440   | 412   | 418   | 446   |